# Bolivar (Virginie-Occidentale)
Pour les articles homonymes, voir Bolívar.
Bolivar est une ville américaine située dans le comté de Jefferson en Virginie-Occidentale.
Selon le recensement de 2010, Bolivar compte 1 045 habitants. La municipalité s'étend sur 0,44 milles carrés (1,14 km2).
La ville doit son nom au héros de l'indépendance sud-américaine Simón Bolívar.